# Arquimesa

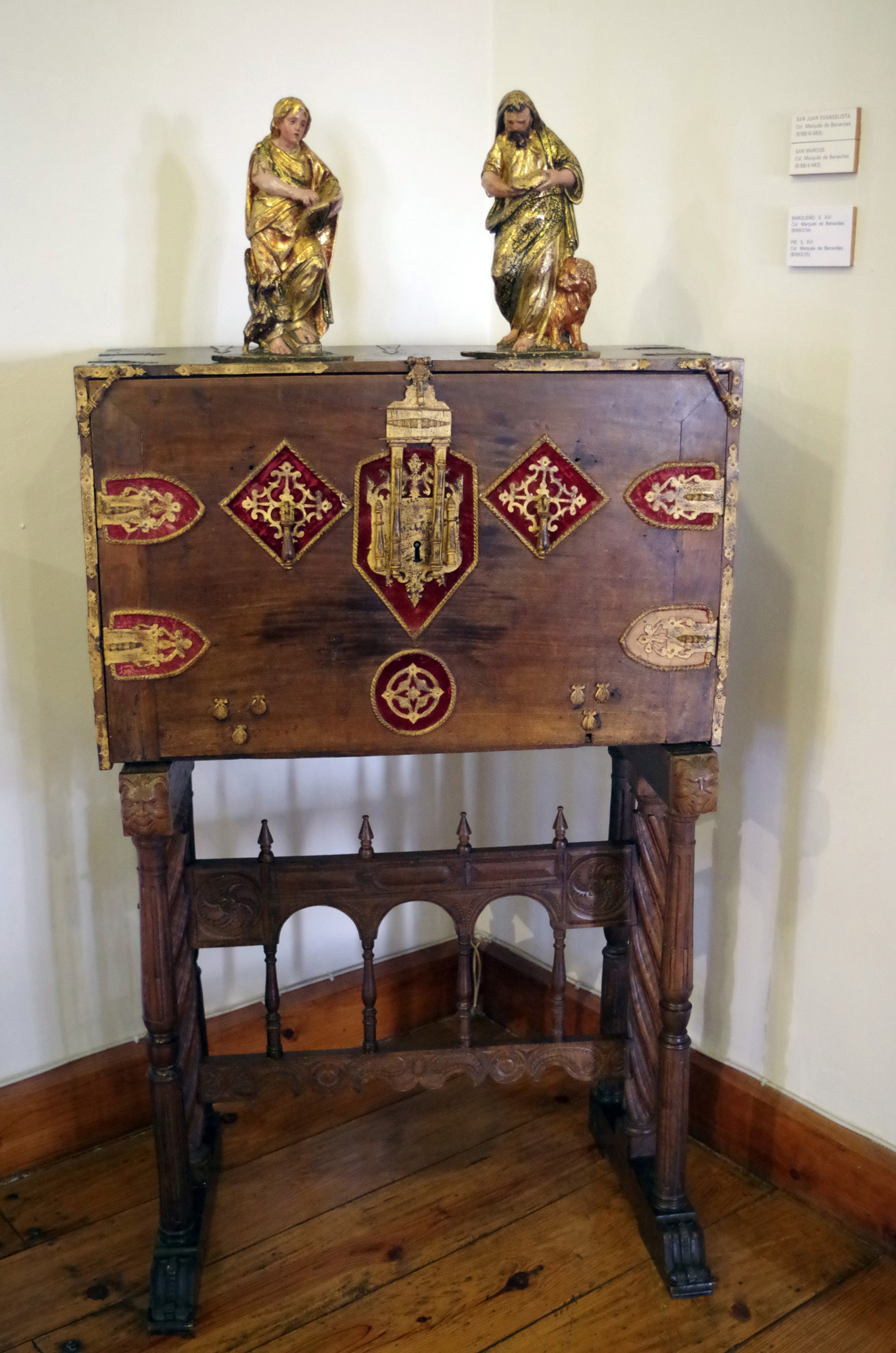
Arquimesa del. Museu d'Àvila (Casa de los Deanes)

Moble format per la combinació d'una arquilla i una taula, que li serveix de suport. La cara anterior de l'arquilla que forma el cos de dalt, proveït de calaixos i de compartiments, té una tapa que, quan és abatuda, serveix de taula d'escriure. La taula pren a vegades la forma de bufetillo o bufet. És un moble característic dels segles XVI - XVIII, estès a diversos països d'Europa a partir del Renaixement.

## Descripció
El cos superior o arquilla sempre està separat del suport, tot i que les dues peces formen un conjunt únic. Als inicis era un moble transportable amb nanses als laterals.
Els calaixets i compartiments del cos superior eren ricament decorats i s'utilitzaven com a contenidors de documents i d'objectes petits i valiosos. En el seu interior es multiplicaven els caixonets i departaments secrets, totalment dissimulats a simple vista. Els compartiments solien ser nombrosos, d'una dotzena a una dotzena i mitja de calaixos, a part alguna casella amb porta o sense, i que en aquest cas podia ésser horitzontal i comunament anomenada pastera. Molt sovint els calaixos formaven rengles verticals de quatre. Dos rengles a cada costat. Segons una preferència sovintejada, ocupava l'espai central un armariet i sengles calaixos a sota i al damunt, de diferent proporció. La varietat, però, era la norma de l'època.
La tapa del frontal era abatible i permetia de tancar d'un cop tots els calaixos de l'interior i, en obrir-la, feia el servei de taula escriptori. La simplicitat de la tapa contrastava amb la riquesa ornamental del seu interior.
Els suports de l'arquimesa poden ser de tres tipus:
- Taula de peu de pont amb forma de columnes que van unides per parelles per una arqueria.
- Típica taula de peus tornejats amb travessers de ferro forjat en forma de creu.

- Bufetillo baix amb quatre calaixos o portes decorades amb talles simples, malgrat que també existien exemplars rics amb labors de taracea i de talla policromada. Aquesta mena també s'ha dit "bargueño frailero".[4]

De la part alta del suport construït expressament per muntar l'arquimesa, sortien lliscant dos llistons que servien per a mantenir de forma horitzontal el frontal articulat del moble, quedant així convertit en taula.

### Decoració
Els diferents compartiments de la part frontal podien estar decorats amb talla, policromia, calats, daurats i molt sovint amb marqueteria, amb incrustacions de diferents fustes, tenyides o no, ivori, os, carei, pedres dures o planxes de bronze calades. Els tiradors dels calaixets podien ser de metall, os, fusta, cuir, etc.
Al Renaixement la decoració reflecteix la tendència arquitectònica en les seves motllures, columnetes, cornises, frontons, medallons amb retrats... Elements sovint daurats o policromats.
Ordinàriament, l'exterior de les primitives arquimeses no era decorat o bé la decoració era molt escassa es limitava al frontal i a la ferramenta de les cantonades. La superfície exterior de la tapa era polida i llisa, ressaltant-ne únicament les aplicacions de metall: tancaments, escuts, argolles, panys, cantoneres, vores i tres o quatre planxes retallades, purament decoratives. Aquesta ferramenta, retallada i repussada, es muntava damunt vellut vermell, i sovint era daurada i alguns cops platejada. En alguns casos en els models més sumptuosos el frontal abatible es decorava amb complicades taracees geomètriques d'os d'origen morisc, o inspirades en motius de procedència persa o mongola (si bé, com s'ha dit, la decoració exterior no era gaire usual).
El suport era també decorat, normalment amb talla. Als extrems dels llistons que servien per aguantar la tapa s'hi tallaven caps, mascarons o petxines.
L'estructura del moble podia ser feta amb fusta de noguera, o de menys qualitat i xapada amb banús.

## Història
No hi ha unanimitat quant a l'origen de l'arquimesa. Si bé els historiadors coincideixen en la seva aparició a finals del segle xv, alguns pretenen que ve d'Espanya, i d'altres d'Itàlia o fins i tot de Flandes.
Sobre el probable origen hispànic, hi havia dues teories. Una suposava que al segle xv, oficials del poble de Vargas -o Bargas, com també s'escriu- de la província de Toledo, van idear una espècie d'escriptori, més perfecte que les arques o arquilles construïdes fins aleshores, i van arribar a adquirir tanta fama que es donà el nom de "bargueño" (nom amb què es coneix, a Espanya, l'arquimesa amb calaixos muntada sobre una base de peu de pont, que es compon de dos parells de columnes tornejades, unides per una trava amb arcuacions, molt utilitzada sobretot al segle xvii) a totes les arquilles d'aquella espècie. Altres estudiosos consideraren que aquest nom li venia donat per un artesà, anomenat Vargas. En l'actualitat ambdues hipòtesis es poden rebutjar, ja que se sap que al poble de Bargas no es fabricaven aquest tipus de mobles i tampoc s'ha pogut comprovar l'existència d'aquest artesà. Als inventaris, escrits o llibres de viatges de l'època apareixen els termes escriptori, arquimesa, comptador o paperera per designar aquest tipus de moble. El nom de "bargueño", per tant, sembla una denominació moderna usada pel primer cop al segle xix. Com sigui, el "bargueño" renaixentista s'ha considerat com el moble castellà per excel·lència.
Alguns autors proposen també la hipòtesi que es tracta d'una derivació del stipo venecià. Altres consideren més probable una ascendència àrab a través del sud de la península Ibèrica, ja que és un moble on elements islàmics i occidentals es fonen armoniosament.
Sembla, però, verosímil que es va introduir a França des d'Holanda i des d'Alemanya meridional, si bé mobles semblants existiren també a Itàlia. A França, Jean Macé, a qui Maria de Médicis havia fet tornar de Flandes, va ser dels primers a fabricar-les, usant la fusta més apreciada de l'època: el banús. Amb aquests mobles entra a França el procediment del xapat, així com la marqueteria i la incrustació, amb algun retard respecte a la resta de països europeus.
Fos quin fos el seu origen, el fet és que l'arquimesa va ser el moble més característic de l'Europa del segle xvi i principis del XVII. Cal recordar que a partir del segle xvi el desig d'un major luxe i comoditat a les cases substitueix la senzillesa dels segles anteriors. La burgesia farà sorgir un tipus de mobiliari domèstic, influenciada per Flandes, on per primera vegada les cases de les ciutats comercials o industrials es decoraven d'acord amb els ideals i gustos d'aquesta classe social. D'aquesta manera es va estendre molt per tot el territori europeu i a Alemanya la seva influència va ser tan gran que va determinar una enorme producció d'aquest tipus de moble.
Derivat d'un cofre o arqueta per a joies, va ser el progenitor de diversos mobles d'èpoques posteriors, com ara l'escriptori. Així, passà d'arquilla de viatge fàcilment transportable a moble monumental. Es convertí en un element de prestigi, col·locant-se a les habitacions més importants de la casa. En realitat era l'element que indicava més clarament la posició social del seu propietari.
Al període barroc, l'arquilla es transforma en un petit armari d'arquitectònic disseny a la moda italiana amb dues portes, desapareixent la tapa abatible, i varia segons els casos tota la disposició i motius decoratius (com l'anomenat tipus Carles V). Al Barroc cap ornament serà excessiu. Les característiques de l'estil són els xapats de banús d'influència flamenca, amb motllures arrissades i aspecte robust. En els últims exemples d'aquest moble s'incrusten matèries precioses com l'or, la plata, nacre i marbre, amb columnes fetes de lapislàtzuli i cornalina.
Al segle xviii anirà desapareixent progressivament, substituint-se pels escriptoris, secreters i altres mobles similars.

## Altres denominacions
Escriptori, "bargueño" (a Espanya), paperera (per la funció de guardar papers i documents), comptador, "cabinet" (a França).

## Exemples

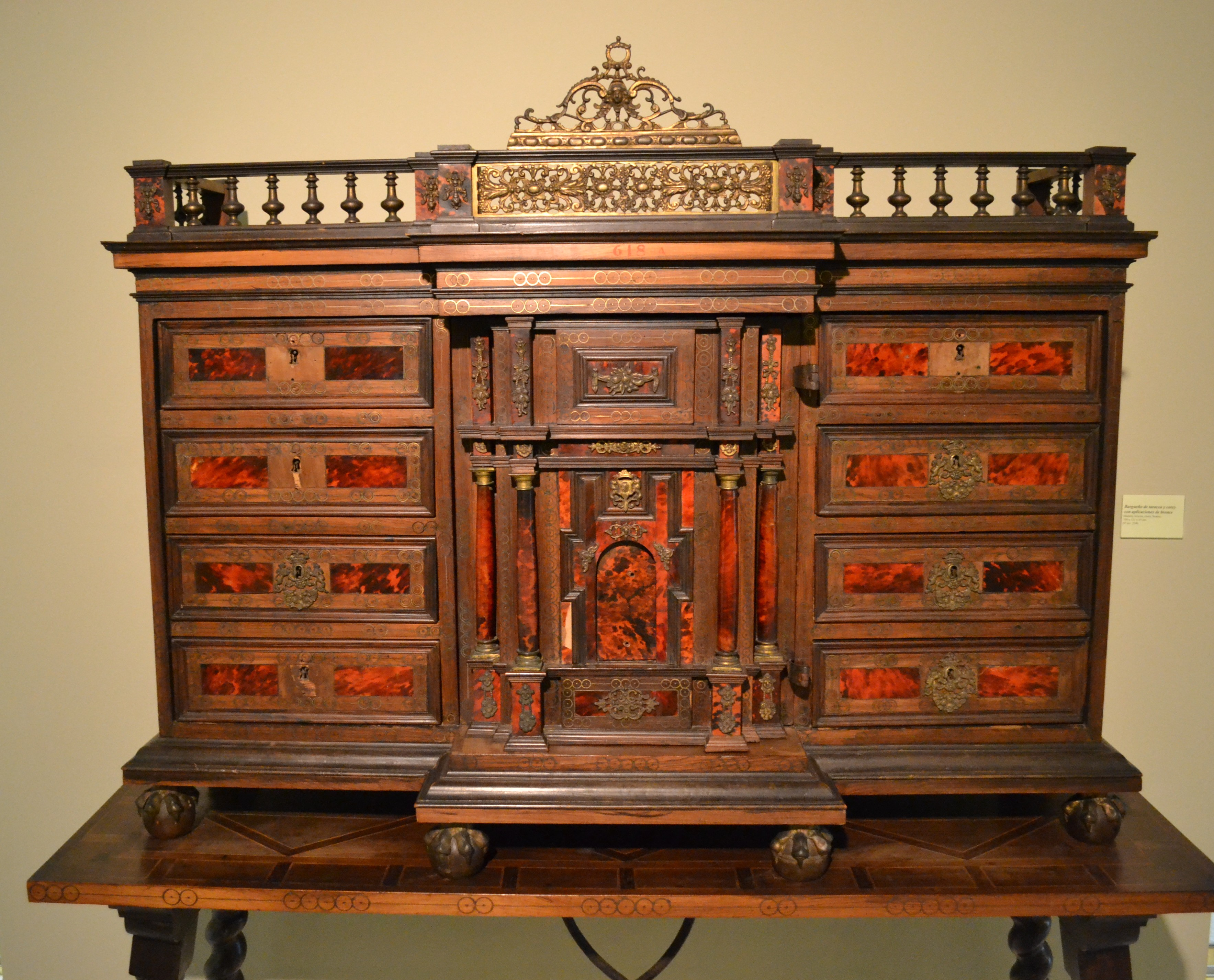
Arquimesa de taracea i carei amb aplicacions de bronze. Dimensions: 100 x 131 x 45 cm. Època: segles XVII-XVIII Localització: Museu de Belles Arts de València.
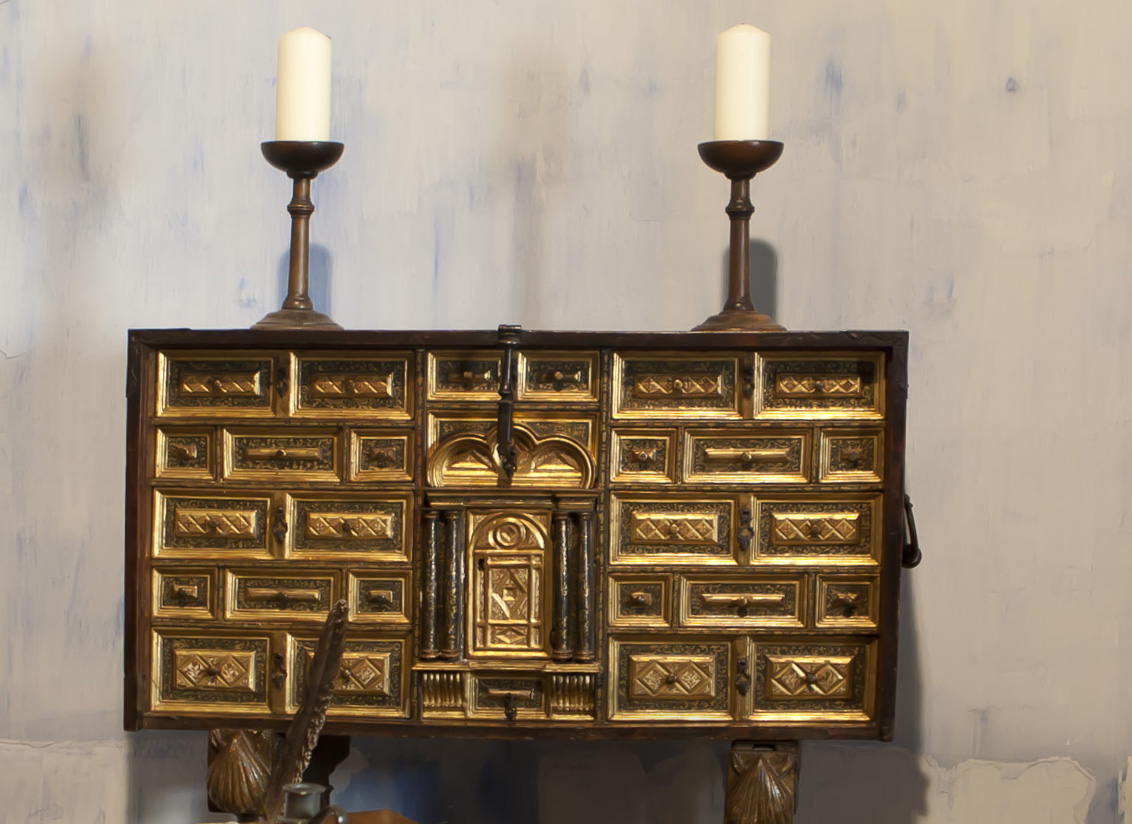
Arquimesa amb les argolles laterals i les petxines tallades als extrems dels llistons que lliscaven per aguantar la tapa. Època: segle xvi Localització: Chateau du Rivau (França).
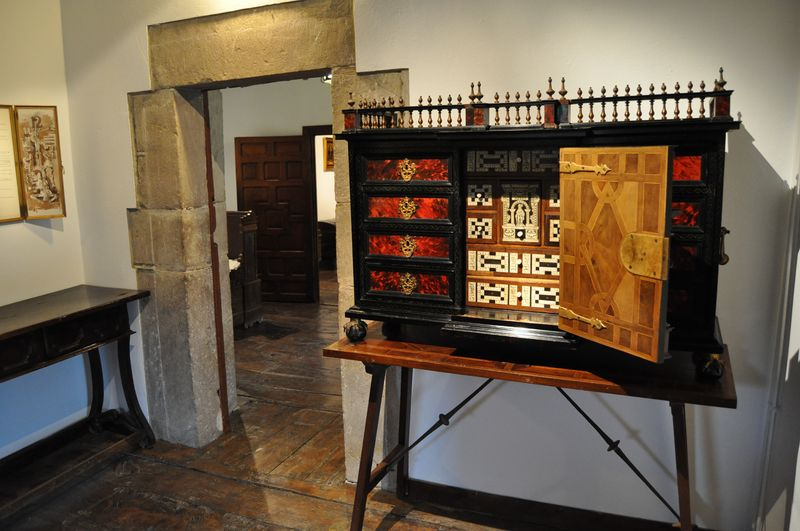
Treball de taracea amb ivori.S'aprecien incrustacions de bronze a la fusta de banús i laca imitant carei, així com la cornisa de tall clàssic.Època:segle XVIII Localització: Casona de Tudanca (Cantàbria)
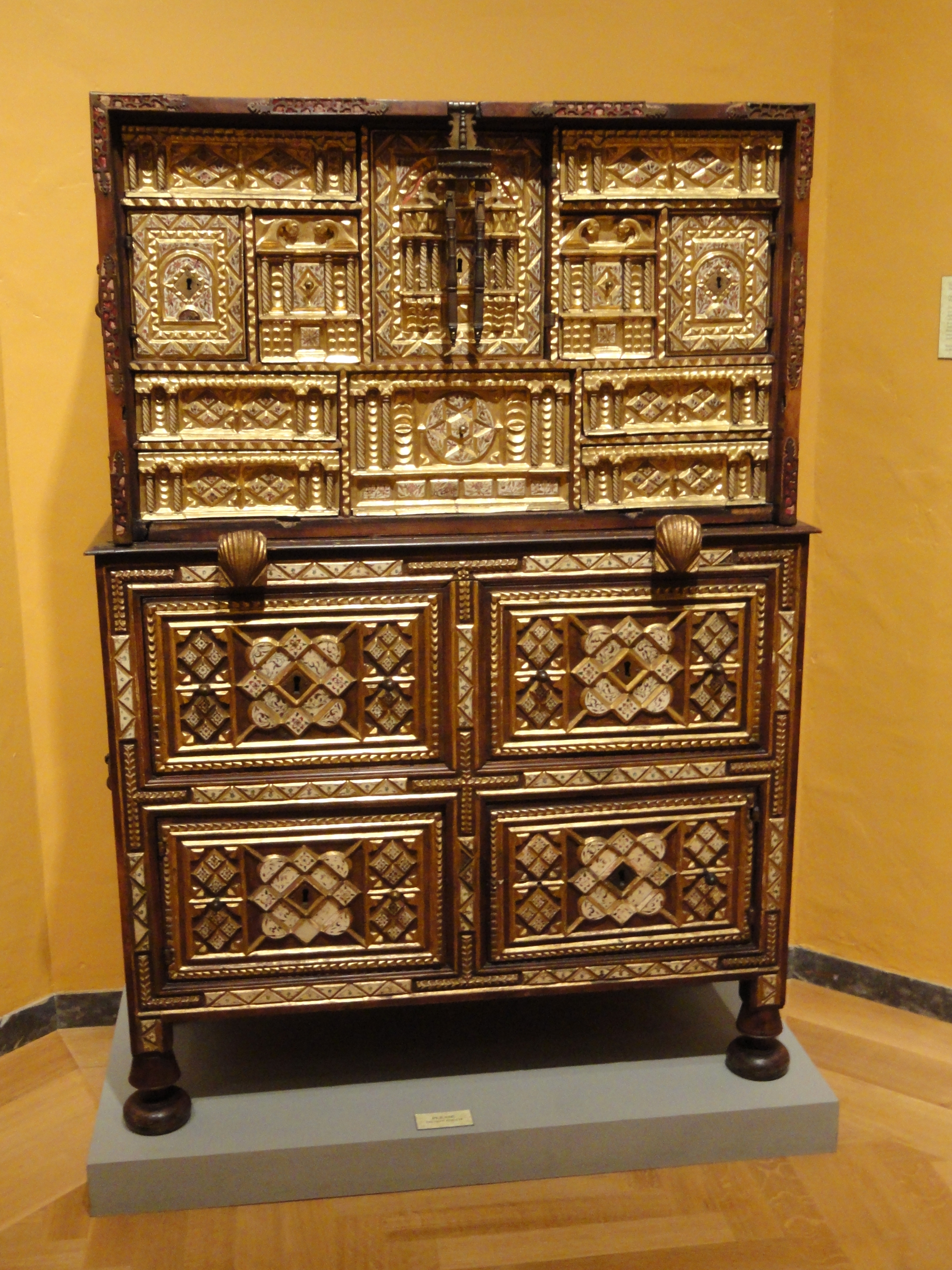
Exemple d'arquimesa damunt de bufet, d'origen espanyol. Aplicacions metàl·liques i d'os. Època:segle XVII Localització: Museum of Fine Arts, Springfield, Massachusetts, USA
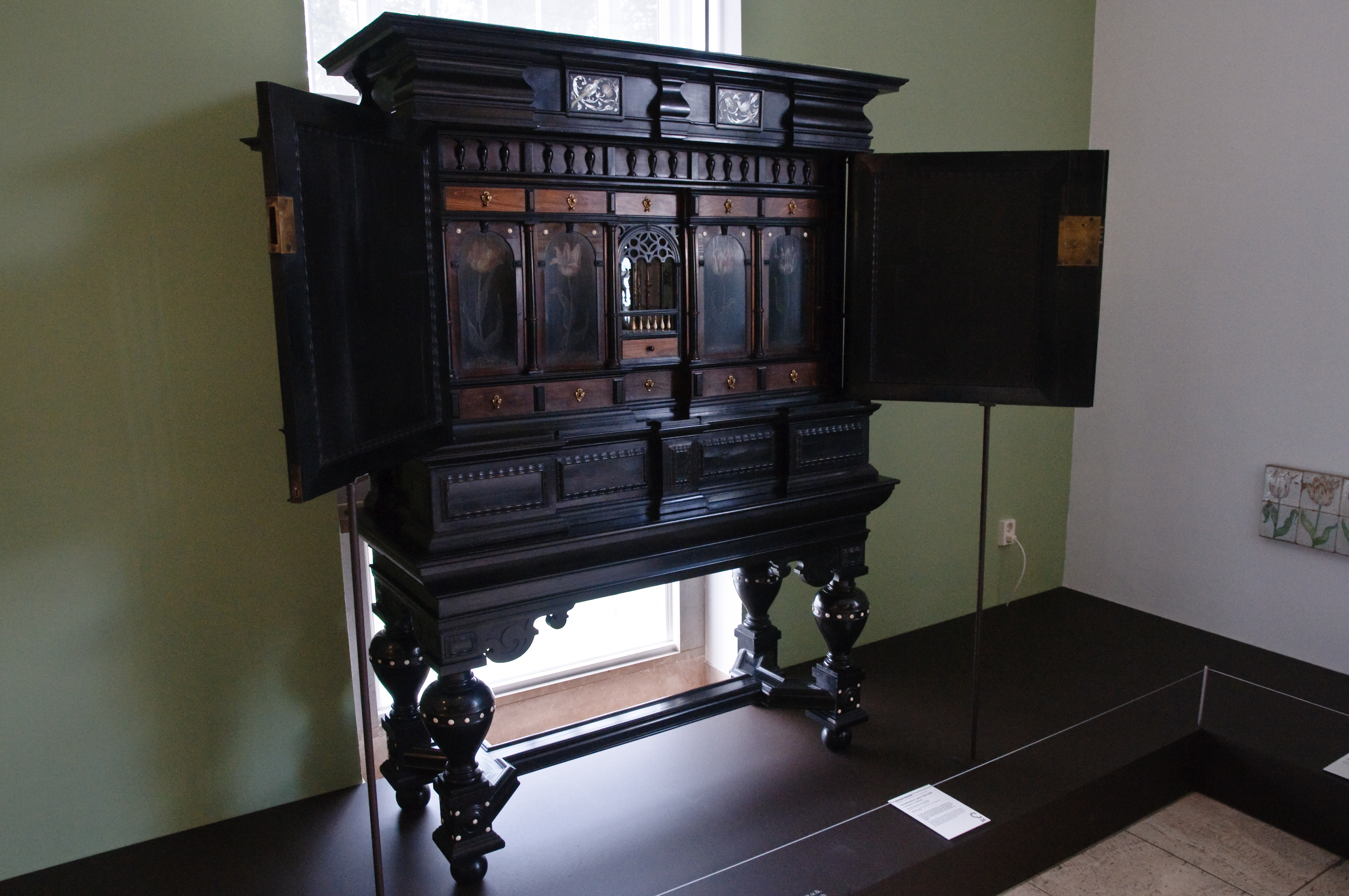
Moble holandès realitzat per Herman Doomer. Motius florals (tulipes). Època: segle xvii Localització: Museo Boymans van Beuningen (Rotterdam)